# Алісія Кірнс
Алісія Олександра Марта Кірнс (англ. Alicia Alexandra Martha Kearns; нар. 11 листопада 1987, графство Кембриджшир, Велика Британія) — британська політична діячка, членкиня Британського парламенту від Консервативної партії, з жовтня 2022 року голова спеціального комітету закордонних справ.

## Життєпис
Кірнс виросла в Кембриджширі, закінчила загальноосвітню школу Impington Village College. У підлітковому віці була членом Молодіжного парламенту Великої Британії та активісткою Amnesty International. Вивчала соціальні та політичні науки у коледжі Фіцвільяма в Кембриджі, який закінчила у 2009 році. Під час навчання в університеті брала участь у студентських театральних постановках.
Кірнс працювала на комунікаційних посадах у Міністерстві оборони, Міністерстві юстиції та Міністерстві закордонних справ. Була провідним прес-секретарем Міністерства оборони в кампанії з референдуму про незалежність Шотландії 2014 року, а також у комунікаційних кампаніях уряду в Сирії та Іраку для Міністерства закордонних справ Великобританії. У Міністерстві юстиції вона працювала прес-секретарем міністра у справах потерпілих. У 2016 році Кірнс стала директором з обслуговування клієнтів консалтингової компанії Global Influence, що спеціалізується на стратегічних комунікаціях. Пізніше стала незалежним консультантом.

## Політична кар'єра
Кірнс була обрана кандидатом від консерваторів в окрузі Ратленд та Мелтон 8 листопада 2019 року. Раніше вона балотувалася на загальних виборах 2017 року в лейбористському окрузі Мітчем і Морден, а також була у фінальному шорт-листі на тих же виборах у консервативному окрузі Челмсфорд, але програла відбір тодішній членкині Європарламента Вікі Форд. Була обрана на загальних виборах 2019 року більшістю у 26 924 голоси.
Кірнс є прихильницею прав трансгендерів і в серпні 2020 року у співавторстві з колегою-депутатом Ніколою Річардс написала статтю в ConservativeHome, в якій закликала уряд реформувати Закон про визнання гендерної ідентичності 2004 року.
Кірнс є членом Спеціального комітету у закордонних справах з березня 2020 року. Вона також входить до керівного комітету Китайської дослідницької групи. 12 жовтня 2022 року вона була обрана першою жінкою-головою Спеціального комітету у закордонних справах, замінивши на цій посаді Тома Тугендхата. Також є членом Комітету зі зв'язків як голова спеціального комітету.